# Kucsmás vízitirannusz
A kucsmás vízitirannusz (Serpophaga cinerea) a madarak (Aves) osztályának verébalakúak (Passeriformes) rendjébe és a királygébicsfélék (Tyrannidae) családjába tartozó faj.

## Rendszerezése
A fajt Johann Jakob von Tschudi svájci természettudós írta le 1844-ben, a Leptopogon nembe Leptopogon cinereus néven.

## Alfajai
- Serpophaga cinerea cinerea (Tschudi, 1844)
- Serpophaga cinerea grisea Lawrence, 1871[2]

## Előfordulása
Costa Rica, Panama, Bolívia, Ecuador, Kolumbia, Peru és Venezuela területén honos. Természetes élőhelyei a szubtrópusi és trópusi síkvidéki és hegyi esőerdők, mocsári erdők, valamint mocsarak, gyors folyású hegyi patakok és folyók környéke. Állandó, nem vonuló faj.

## Megjelenése
Testhossza 11 centiméter, testtömege 7-8 gramm.

## Életmódja
Rovarokkal táplálkozik.

## Természetvédelmi helyzete
Az elterjedési területe rendkívül nagy, egyedszáma viszont csökken, de még nem éri el a kritikus szintet. A Természetvédelmi Világszövetség Vörös listáján nem fenyegetett fajként szerepel.